# Сорокино (Ульяновський район)
Сорокино (рос. Сорокино) — село в Ульяновському районі Калузької області Російської Федерації.
Населення становить 152 особи. Входить до складу муніципального утворення Село Зарєччя.

## Історія
Від 2004 року входить до складу муніципального утворення Село Зарєччя

## Населення
| 2002 | 2010 |
| ---- | ---- |
| 236  | ↘152 |